# Compressione (fisica)
In chimica, la compressione è il processo fisico mediante il quale si ottiene un aumento della pressione di un corpo (aeriformi, liquidi o solidi).
Essendo una trasformazione che implica una modifica del livello energetico del corpo cui la compressione è applicata, essa richiede la fornitura di energia. Dal punto di vista teorico, tale energia non è necessaria invece nel caso della cosiddetta "compressione spontanea" (che sarebbe il processo inverso dell'espansione libera), che però nella pratica non avviene.

## Storia
La compressione è un processo usato sin dalla più remota antichità. Il primo compressore usato è probabilmente il mantice, che nella prima configurazione era costituito da un otre di pelle gonfiato e poi schiacciato per ottenere un getto d'aria relativamente potente. Il mantice a moto alternativo nasce probabilmente con la metallurgia del rame, quando diventa essenziale garantire un corretto flusso di ossigeno al combustibile usato per la fusione del rame nativo.
In epoche più recenti, la scoperta del pistone e del manovellismo di spinta rotativa hanno permesso di costruire compressori di efficienza assai più elevata e nel XVII secolo l'applicazione del vapore come fluido motore ha consentito di applicare potenze più grandi alla compressione, ottenendo pressioni e portate più elevate; lo stimolo a ciò venne dalla necessità di ventilare in profondità le miniere Inglesi di carbone, sempre più profonde.

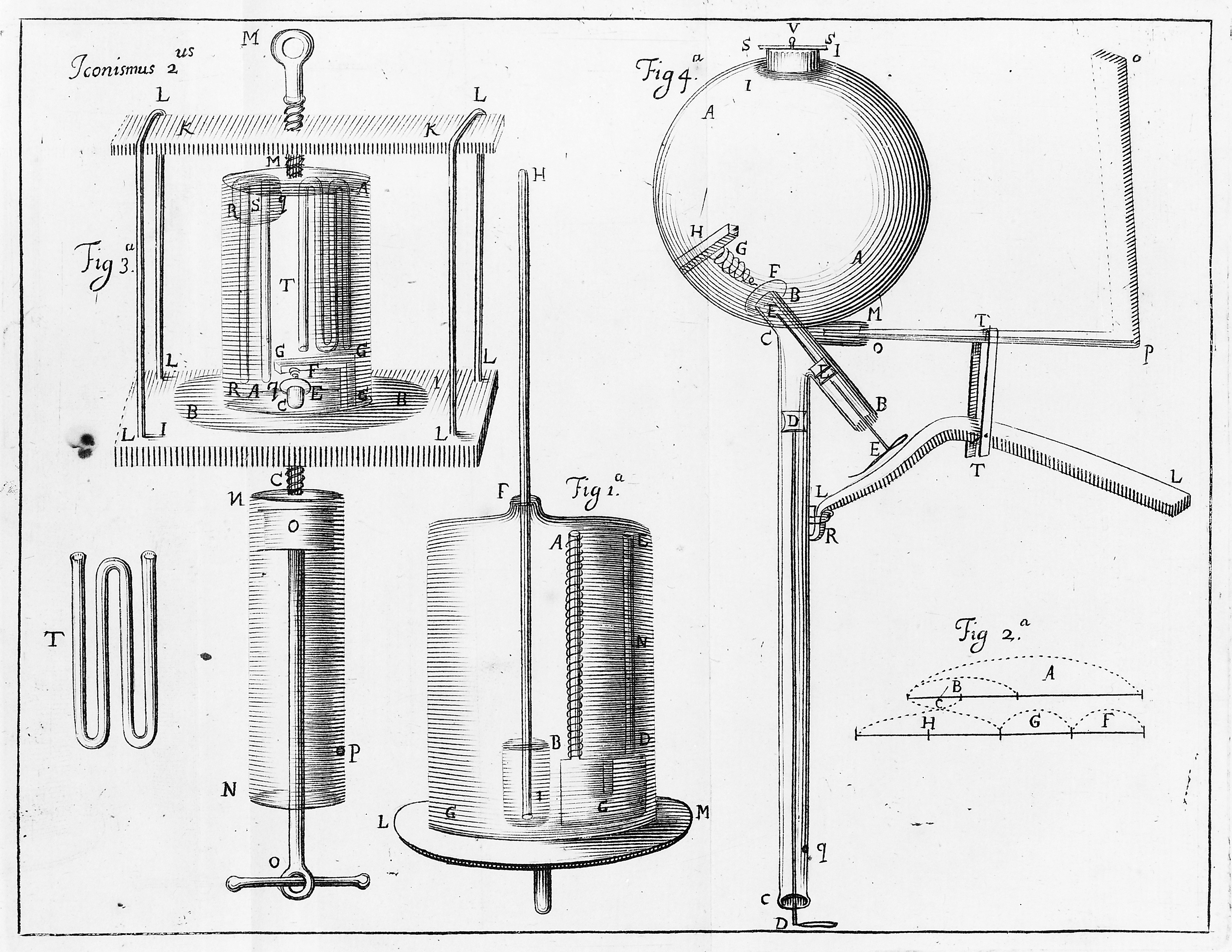
Apparecchiatura utilizzata da Robert Boyle per comprimere l'aria (XVII secolo).
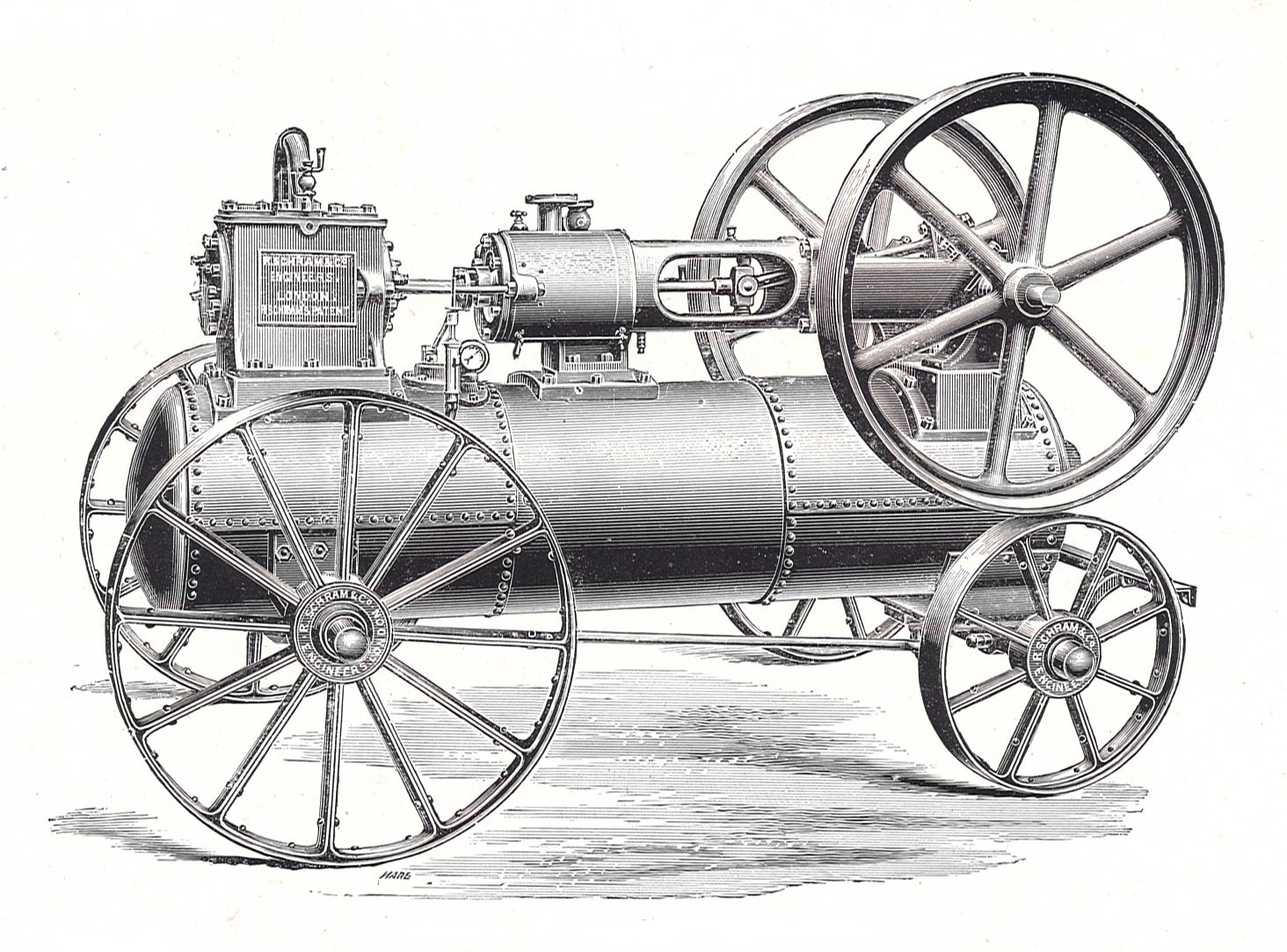
Compressore portatile del 1905

## Descrizione

### Compressione di aeriformi
Gli aeriformi (gas, vapore, vapore surriscaldato, ecc.) possono essere compressi facilmente diminuendone il volume a temperatura costante o aumentandone la temperatura a volume costante o diminuendo contemporaneamente il volume, ma aumentando la temperatura.
Comprimendo gli aeriformi oltre un certo limite, si ha il passaggio di stato dallo stato aeriforme allo stato liquido.

### Compressione di liquidi

Schema di funzionamento di un cilindro a doppia azione per la movimentazione di liquidi.

Sebbene i liquidi da un punto di vista teorico siano spesso approssimati a fluidi incomprimibili, quindi che non possono subire compressione, in realtà essi possono essere compressi, sebbene l'energia richiesta per la compressione di un liquido è generalmente molto maggiore dell'energia richiesta per la compressione di un aeriforme a parità di variazione di pressione e la variazione di volume che ne consegue è molto minore.
Un'evidenza della comprimibilità dei liquidi è ad esempio il fenomeno del colpo d'ariete, che consiste in fluttuazioni di pressione in una condotta associate appunto alle variazioni di volume del liquido.
Comprimendo i liquidi oltre un certo limite, si ha il passaggio di stato dallo stato liquido allo stato solido.

### Compressione di solidi

Deformazione di un solido a seguito di compressione ("barrelling").

In meccanica la compressione è una delle sollecitazioni meccaniche elementari insieme alla trazione e la flessione. Per semplificazione si può dire che la compressione è la sollecitazione a cui è sottoposto un corpo che è soggetto a un sistema di forze convergenti.
Rispetto agli aeriformi e ai liquidi, i solidi risentono in misura molto minore degli effetti della variazione di volume associata alla compressione. Spesso tale variazione di volume è pressoché assente. Si ha invece un aumento degli sforzi interni e una deformazione del corpo. Nel caso di compressione monoassiale, si assiste in particolare ad un accorciamento del corpo nella direzione lungo la quale è impressa la sollecitazione, mentre nelle direzioni a questa trasversali si assiste ad un rigonfiamento spesso non uniforme (più accentuato verso il centro e meno accentuato vicino ai punti di applicazione della sollecitazione), determinando spesso al cosiddetto fenomeno del barrelling (dall'inglese "barrell", barile), così chiamato per via della forma che assume il corpo.

## Applicazioni

### Nell'ingegneria di processo
Nell'ambito dell'ingegneria di processo, la compressione è un'operazione unitaria di largo impiego per ottenere l'innalzamento della pressione di un fluido, realizzata attraverso macchine dette "compressori". In tale ambito, si intende per "compressione" il processo applicato ad un aeriforme, che comporta una riduzione del volume specifico del gas e nella maggior parte dei casi un aumento di temperatura; se la compressione è applicata ad un liquido, si utilizza invece il termine "pompaggio".
I compressori sono in genere di tipo meccanico, mossi da motori elettrici o turbine a vapore, anche se a volte vengono usate altre sorgenti di energia per compiere il lavoro di compressione.
I compressori possono essere di vari tipi:
- Compressori alternativi
- Compressori rotativi
- Compressori dinamici

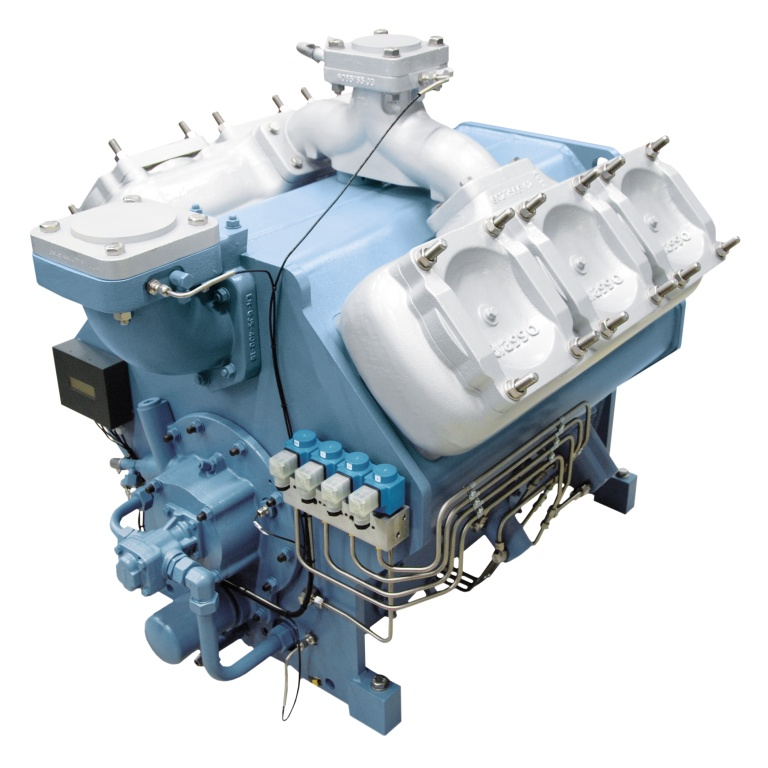
Compressore alternativo
Compressore assiale usato in un motore a reazione
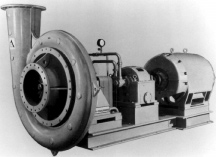
Compressore centrifugo (a sinistra) mosso da un motore elettrico (a destra)

### Nei motori
La compressione viene realizzata anche all'interno dei motori dei veicoli. Essa costituisce ad esempio una fase dei motori a quattro tempi, detta appunto "compressione".
La fase di compressione è presente anche nei motori jet: in questo caso la compressione è realizzata da un compressore accoppiato ad una turbina (turbocompressore).

Ciclo di funzionamento di un motore a quattro tempi
Schema di funzionamento di un motore jet

### Nei cicli frigoriferi

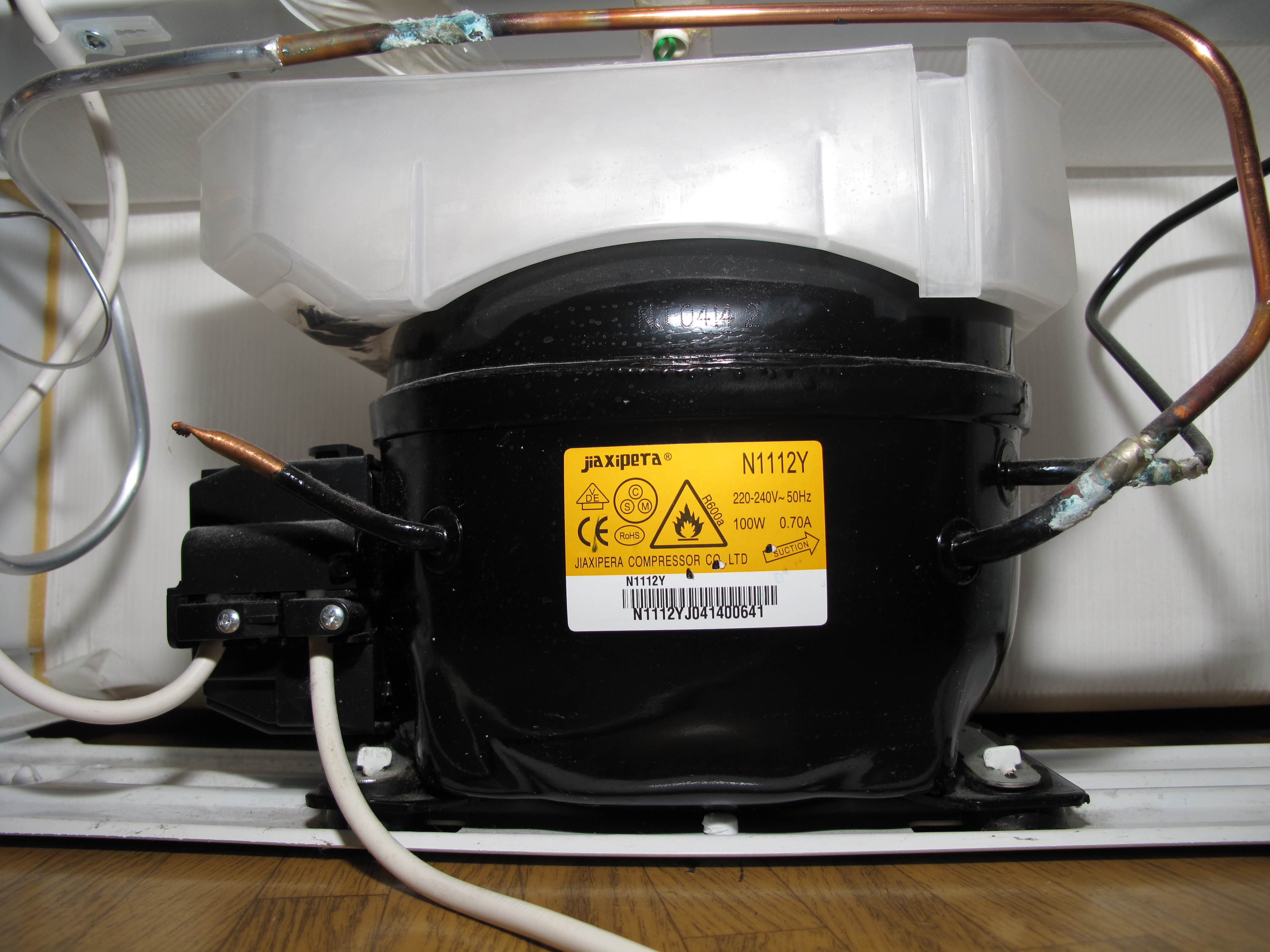
Compressore applicato ad un frigorifero.

La compressione costituisce una delle quattro fasi del ciclo frigorifero, utilizzato per produrre basse temperature. Tale tecnica è sfruttata ad esempio in apparecchiature dell'ambito domestico per la refrigerazione (come frigoriferi e congelatori) oppure nei climatizzatori.

### Riempimento di camere d'aria
La compressione si rende necessaria per il riempimento di camere d'aria, come ad esempio pneumatici, palloni, gommoni o altre strutture gonfiabili. In questo caso, l'aria viene compressa e spinta all'interno della camera d'aria che, essendo flessibile, risponde alla pressione interna deformandosi e "gonfiandosi". Una volta chiusa la camera d'aria attraverso una valvola, la pressione all'interno della risulta superiore alla pressione atmosferica. Ciò è possibile proprio grazie al fatto che l'aria viene compressa prima di essere spinta all'interno della camera d'aria attraverso un compressore. Tali compressori spesso sono chiamati "pompe", usando quindi una terminologia differente rispetto a quella dell'ambito dell'ingegneria di processo, dove con il termine "pompa" si indica invece un dispositivo per innalzare la pressione di un liquido.

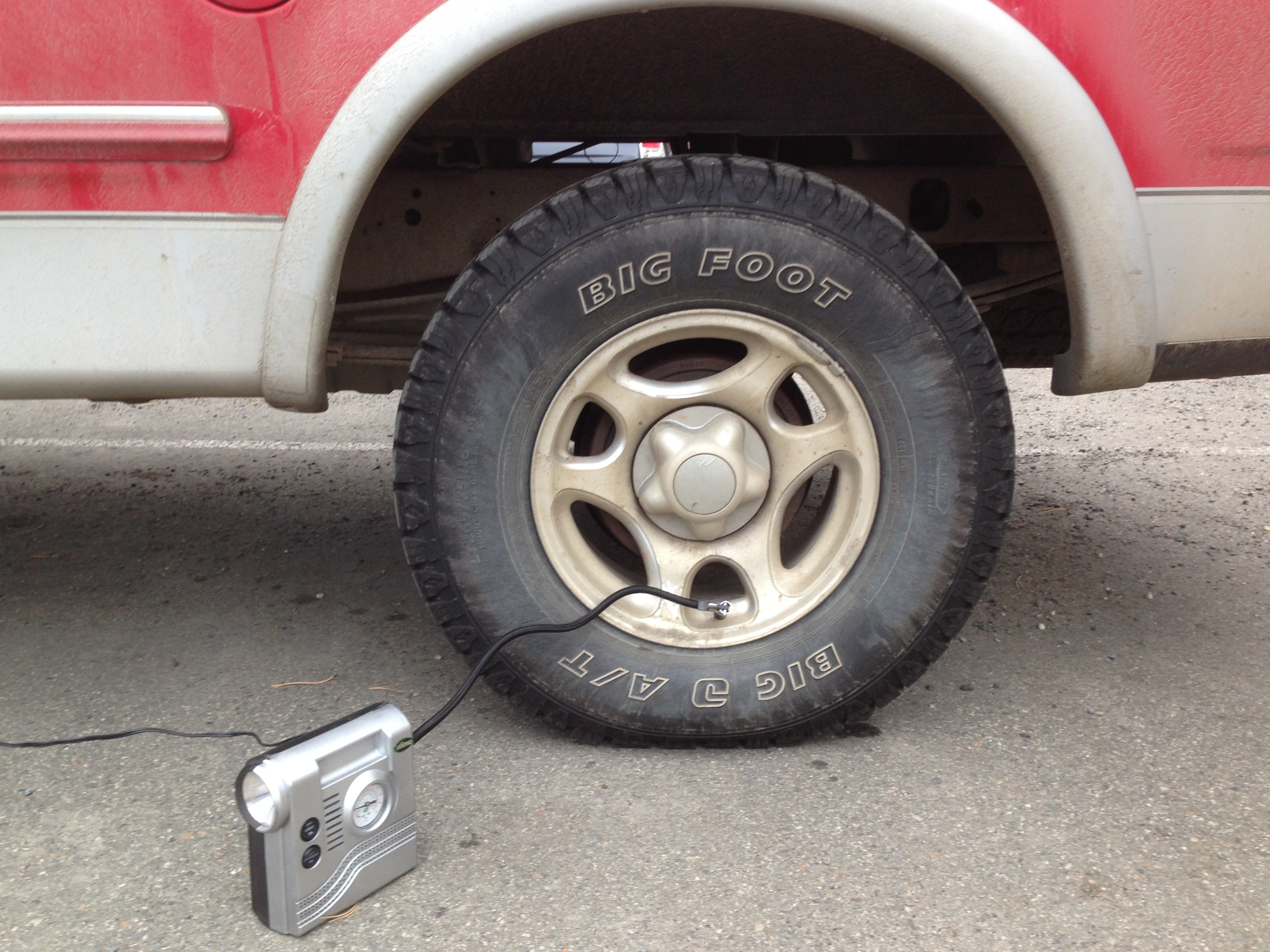
Gonfiaggio di uno pneumatico attraverso un compressore ad aria
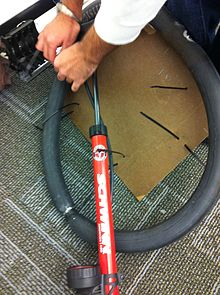
Gonfiaggio della camera d'aria di una bicicletta

### Solidi elastici

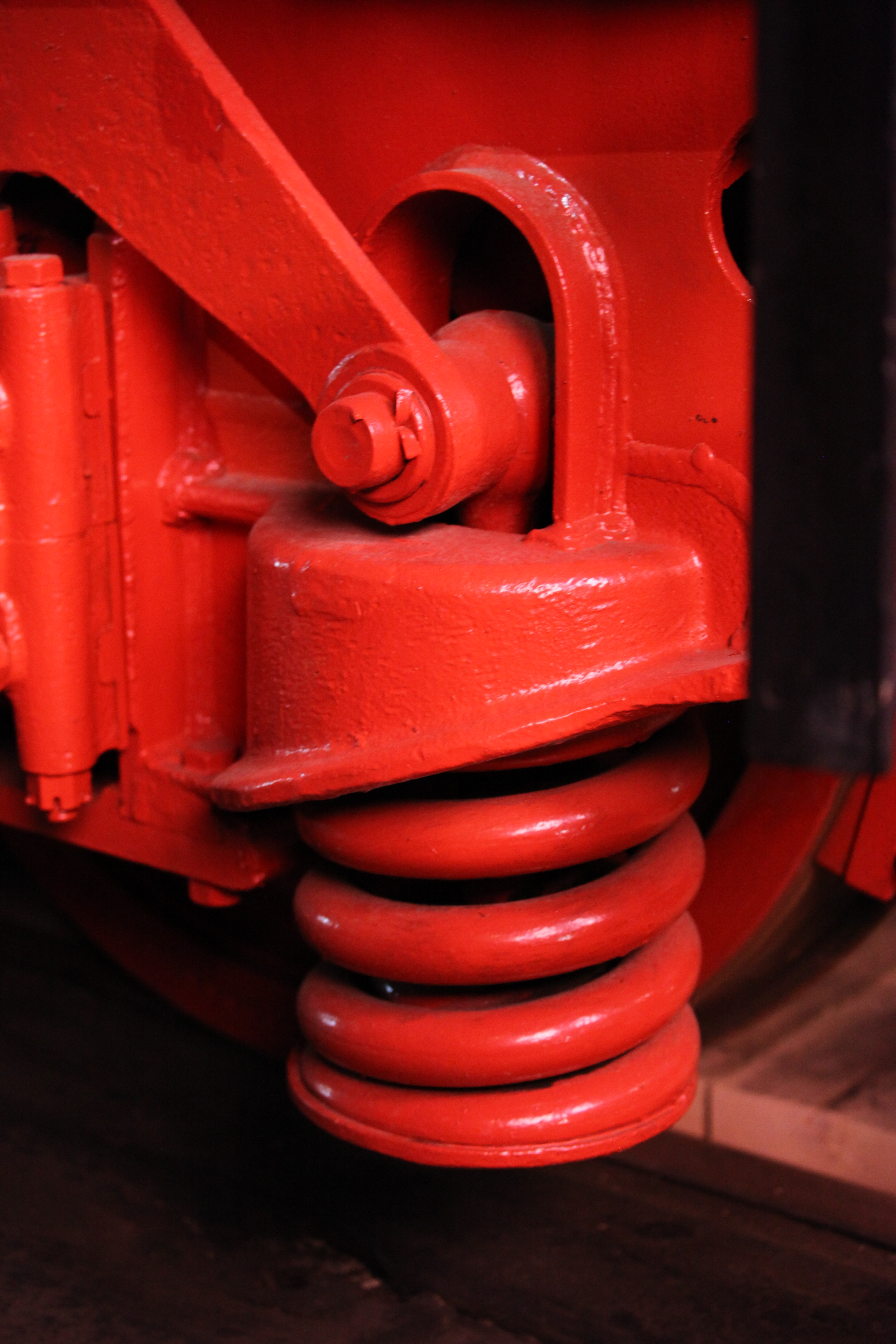
Molla in una locomotiva a vapore.

Anche la compressione dei solidi è applicata per realizzare soluzioni tecnologiche. Ad esempio la forma delle molle è appositamente studiata in un modo da esaltare la deformazione associata al fenomeno della compressione.
Un altro esempio di applicazione sono le guarnizioni in gomma o altro materiale più o meno elastico, che una volta posizionate sono schiacciate e quindi compresse. Tale compressione è necessaria a garantire ad esempio la tenuta stagna di contenitori.